# Zhu Lin (tenisistka)
Zhu Lin (chiń. 朱琳; pinyin Zhū Lín; ur. 28 stycznia 1994 w Wuxi) – chińska tenisistka.

## Kariera tenisowa
Tenisistka występująca głównie w turniejach rangi ITF. Zadebiutowała w 2009 roku, w wieku piętnastu lat, na turnieju ITF w Qianshan. Zagrała tam z dziką kartą, przyznaną jej przez organizatorów, ale odpadła w drugiej rundzie, przegrywając z Duan Yingying. W październiku 2010 roku wygrała swój pierwszy turniej singlowy, pokonując w finale Luksikę Kumkhum. W sumie wygrała piętnaście turniejów singlowych i sześć deblowych rangi ITF.
W 2014 roku zagrała w kwalifikacjach do turnieju wielkoszlemowego w Nowym Jorku, w których pokonała Giulię Gatto-Monticone i Arinę Rodionową w dwóch pierwszych rundach, ale odpadła, w decydującej o awansie do turnieju głównego, rundzie trzeciej, przegrywając z rodaczką Zheng Saisai.
We wrześniu 2014 roku osiągnęła drugą setkę rankingu WTA w singlu.
W zawodach cyklu WTA Tour Chinka wygrała jeden turniej w grze pojedynczej, w grze podwójnej natomiast zwyciężyła w jednym turnieju trzech rozegranych finałów. Triumfowała też w jednym turnieju singlowym i jednym deblowym w cyklu WTA 125.

## Historia występów wielkoszlemowych
Legenda
     W, wygrany turniej
     F, przegrana w finale
     SF, przegrana w półfinale
     QF, przegrana w ćwierćfinale
     xR, przegrana w x rundzie
     Qx, przegrana w x rundzie kwalifikacji
     A, brak startu
     NH, turniej nie odbył się

### Występy w grze pojedynczej
| Australian Open        | A   | A   | A   | A   | A   | Q1  | Q3  | 1R  | 1R  | 1R | 2R | 2R  | Q1 | 4R | 1R  | Q1 | 0 / 7  | 5 – 7   |  |  |  |  |  |  |  |  |
| French Open            | A   | A   | A   | A   | A   | Q1  | Q1  | A   | A   | 1R | A  | 1R  | 1R | 1R | 1R  | A  | 0 / 5  | 0 – 5   |  |  |  |  |  |  |  |  |
| Wimbledon              | A   | A   | A   | A   | A   | 1R  | Q3  | Q3  | Q1  | 1R | NH | 2R  | 1R | 1R | 3R  | 1R | 0 / 7  | 3 – 7   |  |  |  |  |  |  |  |  |
| US Open                | A   | A   | A   | A   | Q3  | Q1  | Q1  | Q2  | Q3  | 2R | A  | A   | Q2 | 3R | A   |    | 0 / 2  | 3 – 2   |  |  |  |  |  |  |  |  |
|                        |     |     |     |     |     |     |     |     |     |    |    |     |    |    |     |    |        |         |  |  |  |  |  |  |  |  |
| Ranking na koniec roku | 642 | 601 | 567 | 580 | 139 | 173 | 140 | 104 | 114 | 83 | 91 | 140 | 62 | 36 | 122 |    | 0 / 21 | 11 – 21 |  |  |  |  |  |  |  |  |

### Występy w grze podwójnej
| Australian Open        | A   | A   | A   | A   | A   | A   | A   | A   | A   | A   | 2R  | 2R  | A   | 1R  | 3R  | A  | 0 / 4  | 4 – 4  |  |  |  |  |  |  |  |  |  |
| French Open            | A   | A   | A   | A   | A   | A   | A   | A   | A   | A   | A   | A   | 2R  | 1R  | 1R  | A  | 0 / 3  | 1 – 3  |  |  |  |  |  |  |  |  |  |
| Wimbledon              | A   | A   | A   | A   | A   | A   | A   | Q1  | A   | A   | NH  | 1R  | 2R  | 3R  | 1R  | 1R | 0 / 5  | 3 – 5  |  |  |  |  |  |  |  |  |  |
| US Open                | A   | A   | A   | A   | A   | A   | A   | A   | A   | A   | A   | A   | 1R  | 2R  | A   |    | 0 / 2  | 1 – 2  |  |  |  |  |  |  |  |  |  |
|                        |     |     |     |     |     |     |     |     |     |     |     |     |     |     |     |    |        |        |  |  |  |  |  |  |  |  |  |
| Ranking na koniec roku | 889 | 696 | 704 | 955 | 302 | 231 | 123 | 174 | 539 | 134 | 118 | 319 | 109 | 122 | 237 |    | 0 / 14 | 9 – 14 |  |  |  |  |  |  |  |  |  |

### Występy w grze mieszanej
Zhu Lin nigdy nie startowała w rozgrywkach gry mieszanej podczas turniejów wielkoszlemowych.

## Finały turniejów WTA
| Legenda                     | Legenda |
| --------------------------- | ------- |
| Wielki Szlem                |         |
| Igrzyska olimpijskie        |         |
| WTA Tour Championships      |         |
| 2009 – 2020                 |         |
| WTA Premier Mandatory       |         |
| WTA Premier 5               |         |
| WTA Premier                 |         |
| WTA International Series    |         |
| WTA 125K series (2012–2020) |         |
| od 2021                     |         |
| WTA 1000 (obowiązkowe)      |         |
| WTA 1000 (nieobowiązkowe)   |         |
| WTA 500                     |         |
| WTA 250                     |         |
| WTA 125                     |         |

### Gra pojedyncza 3 (1–2)
| Końcowy wynik | Nr | Data             | Turniej | Nawierzchnia | Przeciwniczka  | Wynik finału  |
| ------------- | -- | ---------------- | ------- | ------------ | -------------- | ------------- |
| Zwyciężczyni  | 1. | 5 lutego 2023    | Hua Hin | Twarda       | Łesia Curenko  | 6:4, 6:4      |
| Finalistka    | 1. | 17 września 2023 | Osaka   | Twarda       | Ashlyn Krueger | 3:6, 6:7(6)   |
| Finalistka    | 2. | 4 lutego 2024    | Hua Hin | Twarda       | Diana Sznajder | 3:6, 6:2, 1:6 |

### Gra podwójna 3 (1–2)
| Końcowy wynik | Nr | Data             | Turniej     | Nawierzchnia | Partnerka  | Przeciwniczki                      | Wynik finału |
| ------------- | -- | ---------------- | ----------- | ------------ | ---------- | ---------------------------------- | ------------ |
| Zwyciężczyni  | 1. | 15 września 2019 | Nanchang    | Twarda       | Wang Xinyu | Peng Shuai Zhang Shuai             | 6:2, 7:6(5)  |
| Finalistka    | 1. | 27 lutego 2022   | Guadalajara | Twarda       | Wang Xinyu | Kaitlyn Christian Lidzija Marozawa | 5:7, 3:6     |
| Finalistka    | 2. | 5 lutego 2023    | Hua Hin     | Twarda       | Wang Xinyu | Chan Hao-ching Wu Fang-hsien       | 1:6, 6:7(6)  |

## Finały turniejów WTA 125

### Gra pojedyncza 1 (1–0)
| Końcowy wynik | Nr | Data            | Turniej | Nawierzchnia  | Przeciwniczka       | Wynik finału |
| ------------- | -- | --------------- | ------- | ------------- | ------------------- | ------------ |
| Zwyciężczyni  | 1. | 26 grudnia 2021 | Seul    | Twarda (hala) | Kristina Mladenovic | 6:0, 6:4     |

### Gra podwójna 1 (1–0)
| Końcowy wynik | Nr | Data             | Turniej   | Nawierzchnia  | Partnerka  | Przeciwniczki                 | Wynik finału |
| ------------- | -- | ---------------- | --------- | ------------- | ---------- | ----------------------------- | ------------ |
| Zwyciężczyni  | 1. | 23 kwietnia 2017 | Zhengzhou | Twarda (hala) | Han Xinyun | Jacqueline Cako Julja Gluszko | 7:5, 6:1     |

## Występy w Turnieju WTA Elite Trophy

### W grze pojedynczej
| Rok  | Rezultat | Przeciwniczka | Wynik         |
| 2023 | Półfinał | Zheng Qinwen  | 5:7, 6:4, 1:6 |

## Wygrane turnieje singlowe rangi ITF
| turnieje z pulą nagród 100 000 $ |
| turnieje z pulą nagród 80 000 $  |
| turnieje z pulą nagród 60 000 $  |
| turnieje z pulą nagród 25 000 $  |
| turnieje z pulą nagród 15 000 $  |
| turnieje z pulą nagród 10 000 $  |

### Gra pojedyncza
|     | Data       | Turniej     | Kat. | ($)     | Naw.   | Finalistka        | Wynik          |
| 1.  | 23/10/2010 | Khon Kaen   | ITF  | 10 000  | twarda | Luksika Kumkhum   | 6:3, 6:2       |
| 2.  | 28/05/2011 | Dżakarta    | ITF  | 10 000  | twarda | Nadia Abdala      | 7:6(4), 6:3    |
| 3.  | 09/03/2014 | Antalya     | ITF  | 10 000  | ziemna | Iryna Szymanowicz | 6:1, 6:4       |
| 4.  | 01/06/2014 | Balikpapan  | ITF  | 25 000  | twarda | Ankita Raina      | 7:5, 2:6, 6:3  |
| 5.  | 08/06/2014 | Tarakan     | ITF  | 10 000  | twarda | Wang Yan          | 4:6, 6:0, 6:2  |
| 6.  | 14/06/2014 | Solo        | ITF  | 10 000  | twarda | Lavinia Tananta   | 6:0, 6:0       |
| 7.  | 28/05/2017 | Lu’an       | ITF  | 60 000  | twarda | Ankita Raina      | 6:3, 3:6, 6:4  |
| 8.  | 13/05/2018 | Lu’an       | ITF  | 60 000  | twarda | Liu Fangzhou      | 6:0, 6:2       |
| 9.  | 12/08/2018 | Jinan       | ITF  | 60 000  | twarda | Wang Yafan        | 6:4, 6:1       |
| 10. | 27/01/2019 | Singapur    | ITF  | 25 000  | twarda | Han Na-lae        | 6:2, 6:3       |
| 11. | 03/11/2019 | Liuzhou     | ITF  | 60 000  | twarda | Arina Rodionowa   | 2:6, 6:0, 6:1  |
| 12. | 10/11/2019 | Shenzhen    | ITF  | 100 000 | twarda | Peng Shuai        | 6:3, 1:3 krecz |
| 13. | 13/03/2022 | Irapuato    | ITF  | 60 000  | twarda | Rebecca Marino    | 6:4, 6:1       |
| 14. | 24/04/2022 | Monastyr    | ITF  | 25 000  | twarda | Victoria Mboko    | 6:1, 4:6, 6:4  |
| 15. | 14/08/2022 | Landisville | ITF  | 100 000 | twarda | Elizabeth Mandlik | 6:2, 6:3       |

## Zwycięstwa nad zawodniczkami klasyfikowanymi w danym momencie w czołowej dziesiątce rankingu WTA
Stan na 20.08.2025
| Rok     | 2023 | 2024 | 2025 | Łącznie |
| Wygrane | 2    | 0    | 0    | 2       |

| #    | Zawodnik        | Ranking | Turniej                      | Nawierzchnia | Runda | Wynik            |
| ---- | --------------- | ------- | ---------------------------- | ------------ | ----- | ---------------- |
| 2023 |                 |         |                              |              |       |                  |
| 1.   | Maria Sakari    | Nr 6    | Melbourne, Australia         | Twarda       | 3R    | 7:6(3), 1:6, 6:4 |
| 2.   | Caroline Garcia | Nr 7    | Cleveland, Stany Zjednoczone | Twarda       | QF    | 6:4, 6:1         |